# شهرستان باربر (ویرجینیای غربی)
شهرستان باربر، ویرجینیای غربی (به انگلیسی: Barbour County, West Virginia) یک سکونتگاه مسکونی در ایالات متحده آمریکا است که در ویرجینیای غربی واقع شده‌است.

## خصوصیات
شهرستان باربر ۸۸۸٫۳۷ کیلومترمربع مساحت دارد.